# Natació als Jocs Olímpics d'Estiu de 1928 - relleus 4x100 metres lliures femenins
Els relleus 4x100 metres lliures femenins va ser una de les onze proves de natació que es disputaren als Jocs Olímpics d'Amsterdam de 1928. La competició es disputà el 9 d'agost de 1928. Hi van prendre part 31 nedadores procedents de 7 països.

## Medallistes
| Or                                                                                  | Plata                                                              | Bronze                                                                          |
| Estats UnitsEleanor Garatti · Adelaide Lambert · Martha Norelius · Albina Osipowich | Regne UnitJoyce Cooper · Ellen King · Cissie Stewart · Iris Tanner | Sud-àfricaMary Bedford · Freddie van der Goes · Rhoda Rennie · Kathleen Russell |

Nota: La base de dades del Comitè Olímpic Internacional sols considera aquestes quatre nedadores estatunidenques com a medallistes. Susan Laird i Josephine McKim nedaren la semifinal però no la final.

## Rècords
Aquests eren els rècords del món i olímpic que hi havia abans de la celebració dels Jocs Olímpics de 1924.
| Rècord del Món | 4:58.8 | Euphrasia Donnelly Gertrude Ederle Ethel Lackie Mariechen Wehselau | París (FRA) | 18 de juliol de 1924 |
| Rècord Olímpic | 4:58.8 | Euphrasia Donnelly Gertrude Ederle Ethel Lackie Mariechen Wehselau | París (FRA) | 18 de juliol de 1924 |

Els Estats Units, amb Adelaide Lambert, Josephine McKim, Susan Laird i Albina Osipowich establiren un nou rècord del món en semifinals amb un temps de 4:55.6 minuts. En la final els Estats Units, amb Adelaide Lambert, Albina Osipowich, Eleanor Garatti i Martha Norelius milloren el registre i deixaren el rècord del món en 4:47.6 minuts.

## Resultats

### Semifinals
Semifinal 1
| Pos. | Nedadora                                                                  | Temps  | Qual. |
| ---- | ------------------------------------------------------------------------- | ------ | ----- |
| 1    | Adelaide Lambert, Josephine McKim, Susan Laird i Albina Osipowich (USA)   | 4:55.6 | QF WR |
| 2    | Eva Smits, Truus Baumeister, Maria Vierdag i Marie Braun (NED)            | 5:08.8 | QF    |
| 3    | Rhoda Rennie, Freddie van der Goes, Mary Bedford i Kathleen Russell (RSA) | 5:17.4 | QF    |
| 4    | Lilian Staugaard, Rigmor Olsen, Gerda Bredgaard i Agnete Olsen (DEN)      |        |       |

Semifinal 2
| Pos. | Nedadora                                                                  | Temps  | Qual. |
| ---- | ------------------------------------------------------------------------- | ------ | ----- |
| 1    | Joyce Cooper, Iris Tanner, Cissie Stewart i Ellen King (GBR)              | 5:16.6 | QF    |
| 2    | Charlotte Lehmann, Reni Erkens, Herta Wunder i Irmintraut Schneider (GER) | 5:19.0 | QF    |
| 3    | Bienna Pélégry, Georgina Roty, Marguerite Ledoux i Claire Horrent (FRA)   | 5:42.4 | QF    |

### Final
| Pos. | Nedadora                                                                    | Temps     |
| ---- | --------------------------------------------------------------------------- | --------- |
| 1    | Adelaide Lambert, Albina Osipowich, Eleanor Garatti i Martha Norelius (USA) | 4:47.6 WR |
| 2    | Joyce Cooper, Cissie Stewart, Iris Tanner i Ellen King (GBR)                | 5:02.8    |
| 3    | Kathleen Russell, Rhoda Rennie, Mary Bedford i Freddie van der Goes (RSA)   | 5:13.4    |
| 4    | Charlotte Lehmann, Herta Wunder, Irmintraut Schneider i Reni Erkens (GER)   | 5:14.4    |
| 5    | Bienna Pélégry, Anne Dupire, Marguerite Ledoux i Claire Horrent (FRA)       | 5:32.0    |
| —    | Eva Smits, Truus Baumeister, Maria Vierdag i Marie Braun (NED)              | DSQ       |